# Johann Georg von Zimmermann

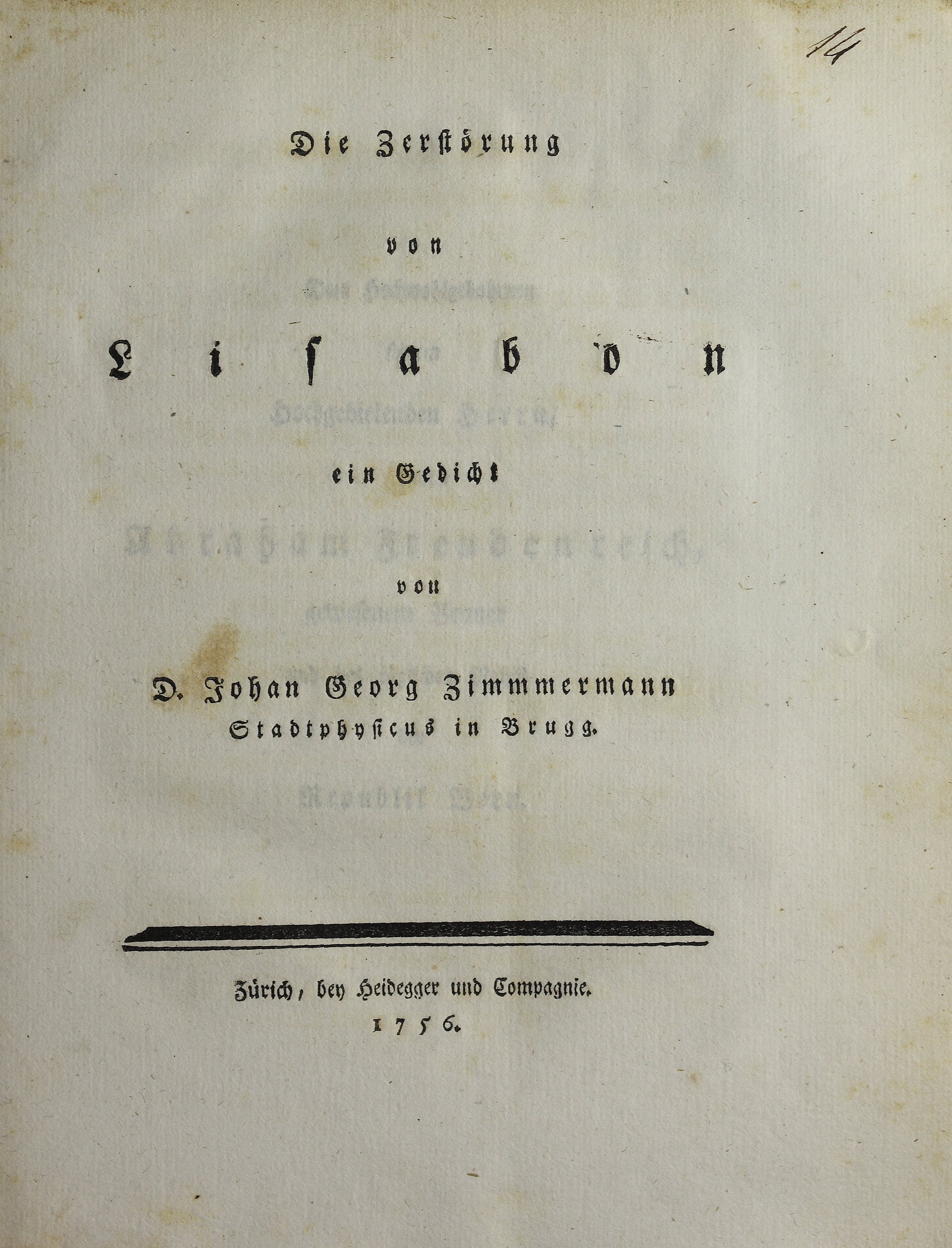
Die Zerstörung von Lisabon (1756)

Johann Georg, Ritter von Zimmermann («caballero de Zimmermann») (Brugg, cantón de Argovia, 8 de diciembre de 1728 - Hannover, 7 de octubre de 1795), fue un escritor, filósofo, naturalista y médico suizo.
Estudió en la Universidad de Gotinga, donde obtuvo el grado de doctor en medicina, y acrecentó su reputación con la disertación De irritabilitate (1751). Luego de viajar por los Países Bajos y Francia, practicó la medicina en Brugg, y escribió Betrachtungen über die Einsamkeit (Consideraciones sobre la soledad, obra que mereció el elogio de Arthur Schopenhauer) (1756, 1784-1785) y Vom Nationalstolz (1758). Estos textos causaron una gran impresión en Alemania, y serían traducidos a varios idiomas europeos. Actualmente, se consideran de notable interés histórico.
El carácter de Zimmermann era una extraña combinación de sentimentalismo, melancolía y entusiasmo; y así poseía la expresión libre y excéntrica de esas cualidades que interesaron a sus contemporáneos. Otro de sus textos, escrito en Brugg, Von der Erfahrung in der Arzneiwissenschaft (1764), también concitó mucha atención. En 1768 se instaló en Hannover como médico privado de Jorge III con el título de Hofrat. Catalina II de Rusia lo invitaría a la corte de San Petersburgo, pero declinó tal invitación.
Atendió a Federico el Grande durante su última dolencia, y posteriormente escribiría varios libros acerca del monarca, de los cuales los principales fueron Über Friederich den Grossen und meine Unterredung mit ihm kurz vor seinem Tode (1788) y Fragmente über Friedrich den Grossen (1790). Esos escritos muestran la extraordinaria vanidad personal y el carácter ambiguo de Federico. Zimmermann falleció en Hannover el 7 de octubre de 1795.
Su tratado en cuatro volúmenes Über die Einsamkeit (1784-1785) fue condenado por la Santa Sede tras su muerte, siendo incluido en el Índice de Libros Prohibidos de la Iglesia católica en 1808.

## Nota
Considérese que el nombre Ritter es un título alemán, traducido aproximadamente como 'Caballero', y no es ni primer ni segundo apelativo. No tiene equivalente femenino.